# Porcupine Tree
Porcupine Tree är ett band som spelar progressiv rock. Det bildades av Steven Wilson 1987 i Hemel Hempstead i Hertfordshire i England. Musiken kopplas ofta samman med både psykedelisk rock och progressiv rock, men har också påverkats av trance, krautrock och ambient, på grund av Steven Wilsons och Richard Barbieris entusiasm för Kosmische Musik från tidigt 1970-tal, och band som Tangerine Dream, Neu! och Can. Sedan 2000-talets början har Porcupine Trees musik börjat luta delvis mer åt progressiv metal.
Bandet är uppmärksammat för sin multimedia-inriktning, som inkluderar filmer på stora biodukar som en del i konserterna. Detta element introducerades under turnén för skivan In Absentia då bandet började arbeta med den danske fotografen och filmmakaren Lasse Hoile, vars inflytande har gett bandet en distinktiv visuell stil.
Trots att de har skivkontrakt med både Roadrunner och Atlantic, har bandet sitt eget skivbolag, Transmission, som de använder för att ge ut vissa fristående skivor, och specialutgåvor av de ordinarie skivorna. År 2007 blev skivan Fear of a Blank Planet nominerad för en Grammy Award för "Best Surround Sound Album".

## Medlemmar
Nuvarande medlemmar
- Steven Wilson – sång, gitarr, piano (1987–)
- Richard Barbieri – keyboard, synthesizer (1993–)
- Colin Edwin – basgitarr (1993–)
- Gavin Harrison – trummor (2002–)
- John Wesley – gitarr, bakgrundssång (live enbart, 2002–)

Tidigare medlemmar
- Chris Maitland – trummor (1993–2002)

## Diskografi
- On the Sunday of Life... (1991)
- Up the Downstair (1993)
- The Sky Moves Sideways (1995)
- Signify (1996)
- Stupid Dream (1999)
- Lightbulb Sun (2000)
- In Absentia (2002)
- Deadwing (2005)
- Fear of a Blank Planet (2007)
- The Incident (2009)
- Closure / Continuation (2022)

## Bildgalleri

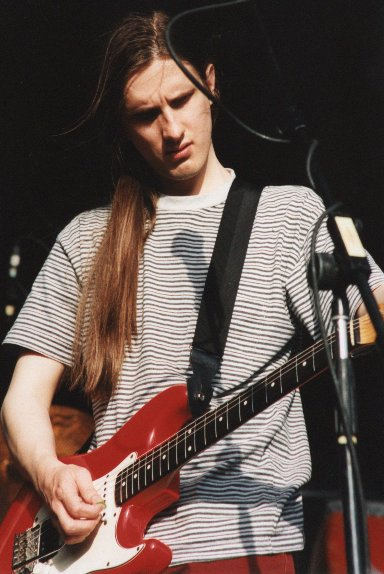
Steven Wilson 1997
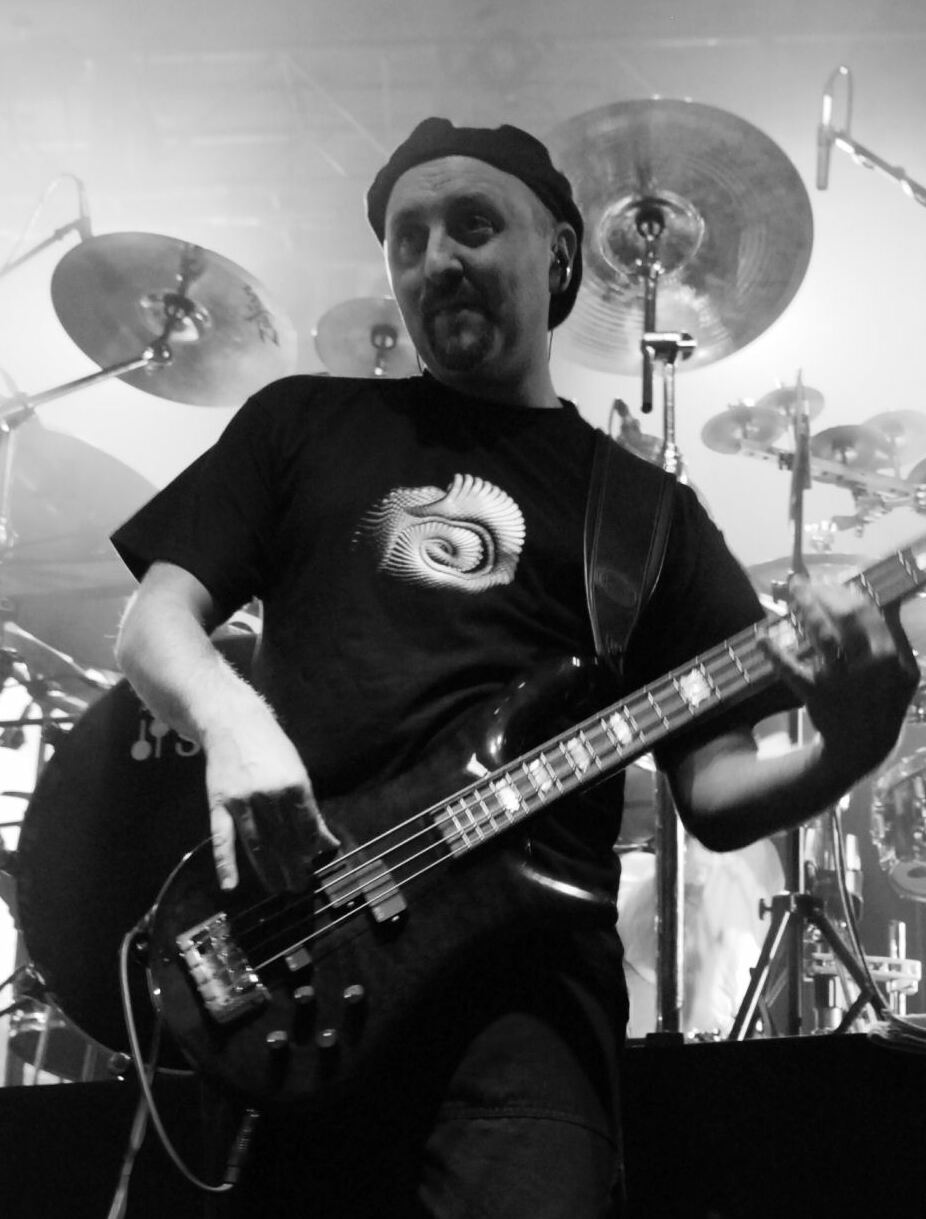
Colin Edwin 2007
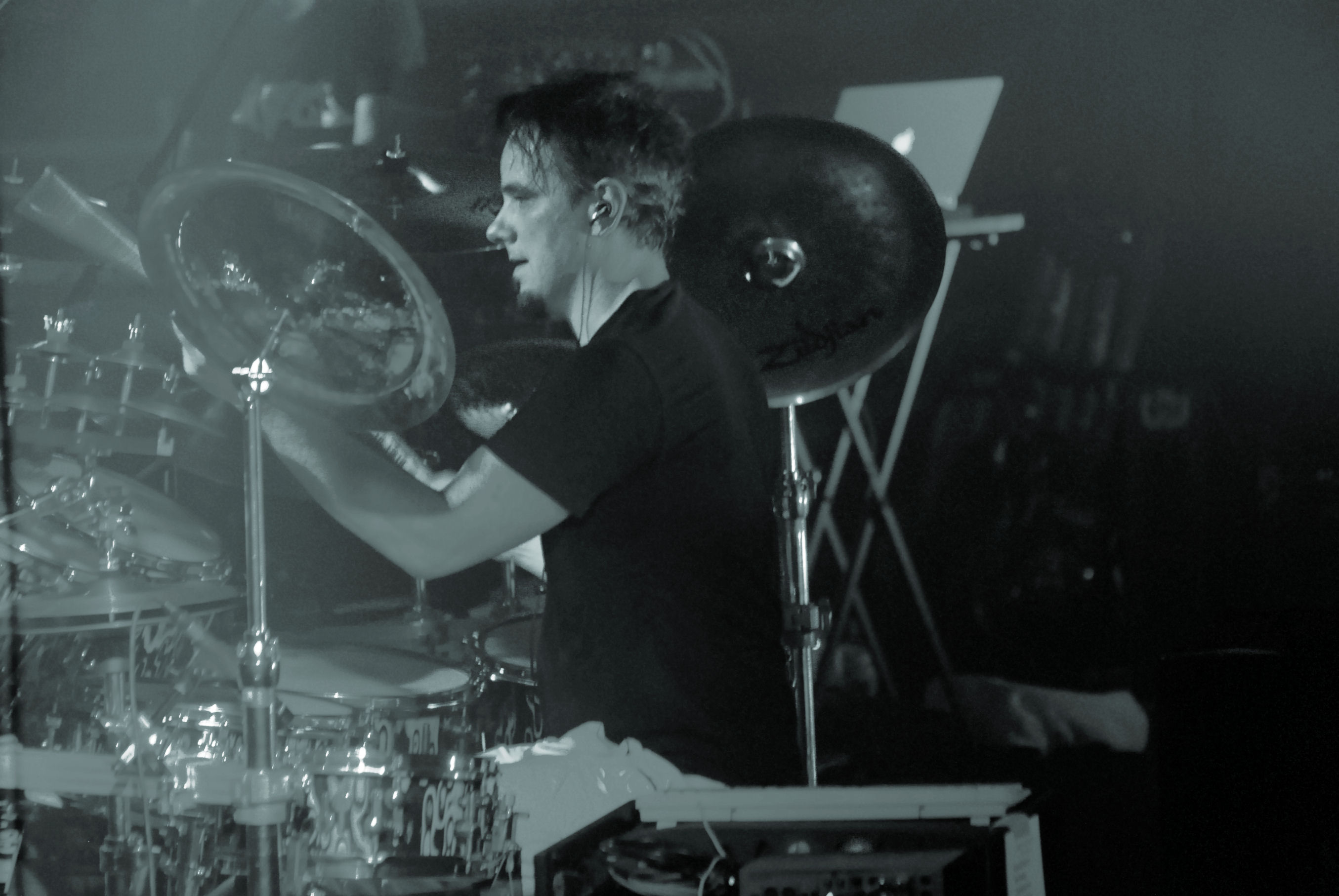
Gavin Harrison 2007
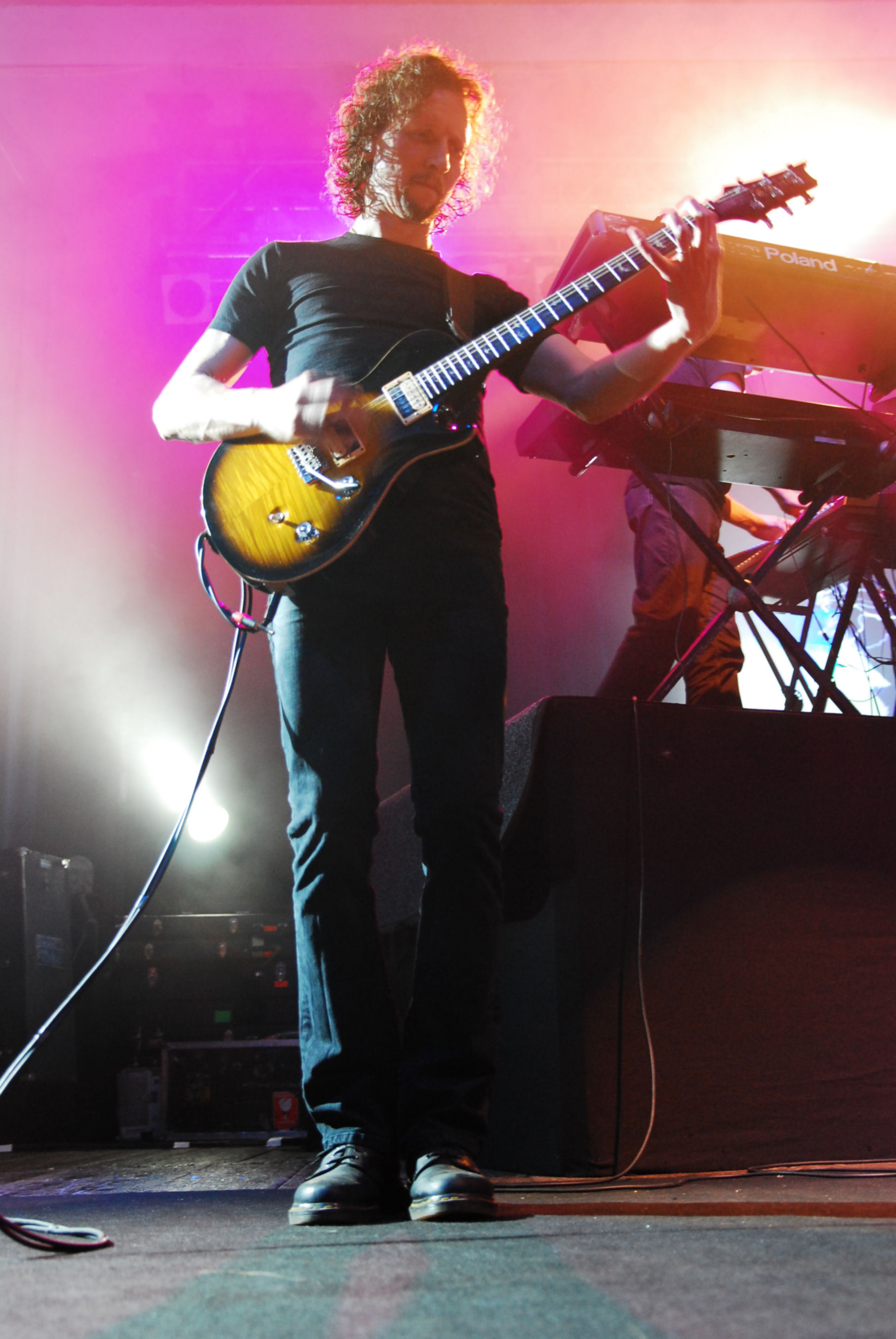
John Wesley 2007
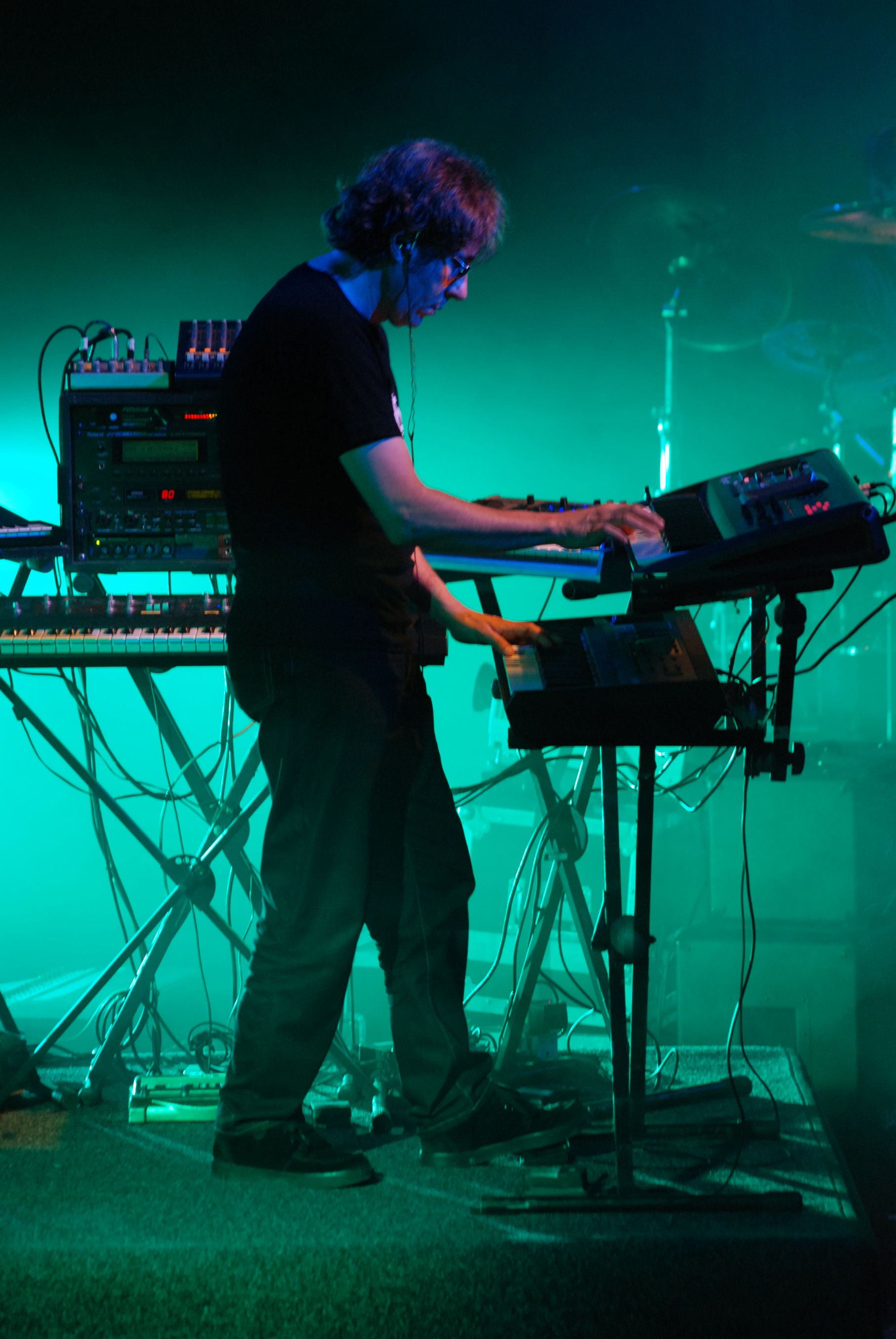
Richard Barbieri 2007
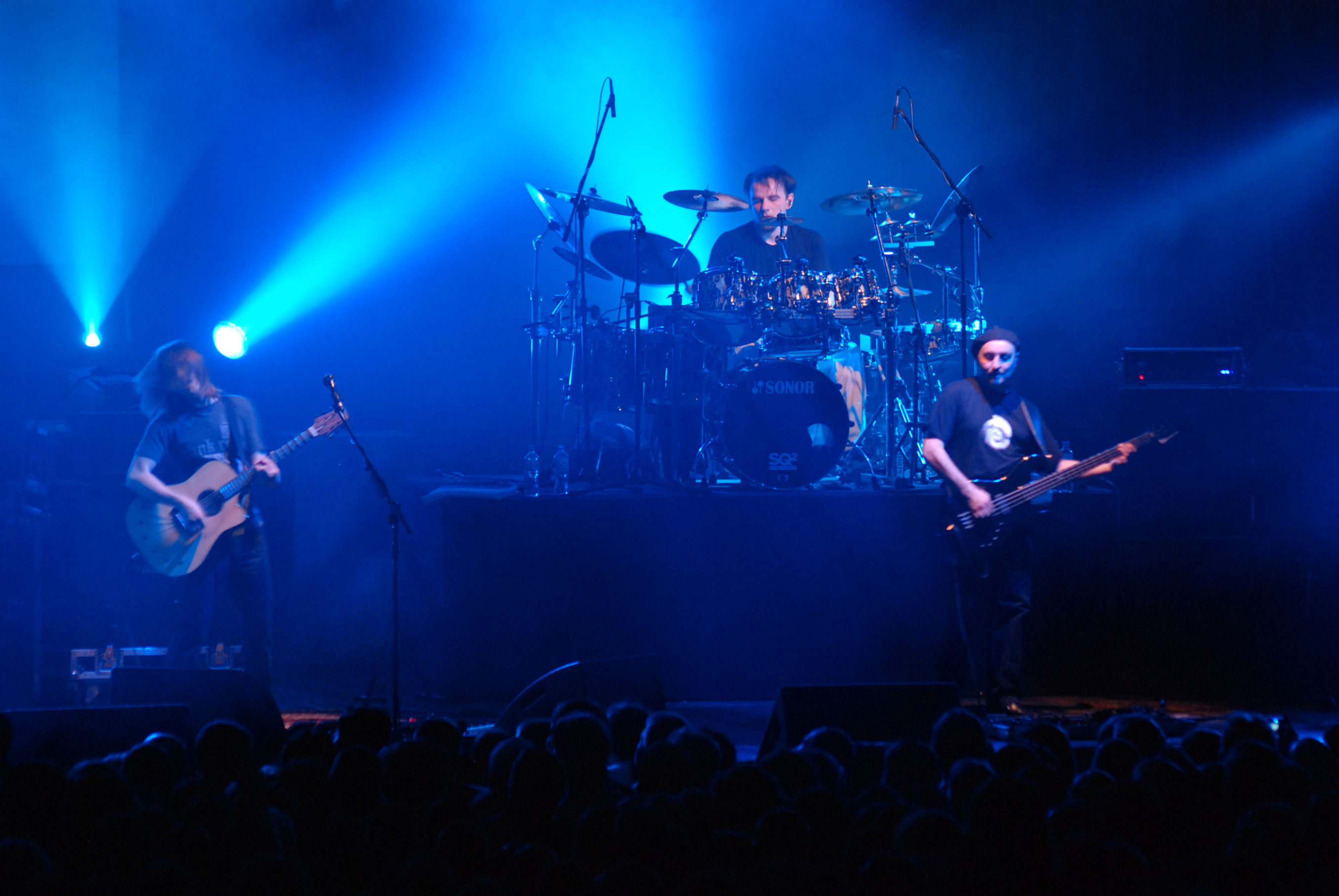
Porcupine Tree i TS Wisła Kraków, Polen 2007
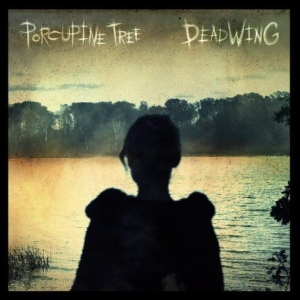
Album cover Deadwing
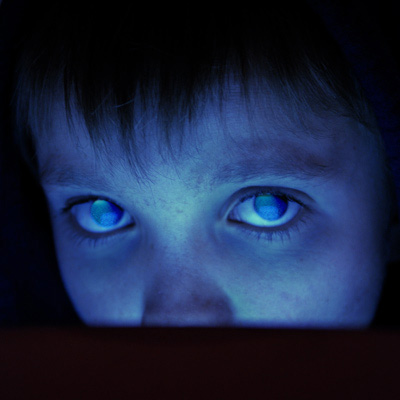
Album cover Fear of a blank planet